# Закупы
За́купы — категория зависимого населения в Древней Руси.
В Древнерусском государстве свободные смерды, заключившие с феодалом особый договор (др.-рус. рядъ), становились рядовичами, которые делились на вдачей и закупов. Если рядович брал взаймы ссуду (купу), то на период отработки этой ссуды (деньгами, скотом, семенами) он селился на земле феодала со своим инвентарём (в законах также упоминается, что инвентарь мог дать и хозяин, правда, получивший нёс за их сохранность ответственность) и становился закупом или ролейным закупом (ролья — пашня).
Положение закупа было близко к положению зависимого крестьянина. Согласно Русской Правде, хозяин не имел права на распоряжение личностью закупа, что было не характерно для рабов, но в то же время господин имел право наносить телесные наказания за проступки. Беспричинное избиение закупа хозяином каралось последнему штрафом как за избиение свободного. При попытке бегства закуп становился полным («обельным») холопом, однако он мог свободно уйти на заработки для оплаты долга.
Согласно И. Н. Данилевскому, термин закуп в источниках выступает синонимом наймита, то есть означает наёмного работника.